# Ніколаєва Ганна Тимофіївна
Ганна Тимофіївна Ніколаєва (5 травня 1922, Острогозьк (Росія) — 12 квітня 2003, Київ) — радянська і українська акторка театру та кіно. Народна артистка УРСР (1972).

## Життєпис
Закінчила Драматичну студію в м. Орлі (1939). З 1952 р. — акторка Київського російського драматичного театру ім. Лесі Українки.
Знімалась у фільмах: «Діти сонця» (1956, Меланія), «Суєта» (1956, Дарина), «Григорій Сковорода» (1958, Мавра Шувалова), «Катя-Катюша» (1960, епіз.), «Літак відлітає о 9-й» (1960, Клавдія), «Прощайте, голуби» (1961, епіз.), «Повія» (1961, Марія), «Останні», «Між добрими людьми» (1962, епіз.), «Розумні речі» (т/ф), «Немає невідомих солдатів», «Хочу вірити», «Гадюка» (1965), «Біда від ніжного серця» (1967, т/ф, епіз.), «Гольфстрім» (1968, мати Олени), «Шлях до серця» (1970), «Страх» (1980, т/ф, прибиральниця), «Старі листи» (1981, т/ф) та ін.
Авторка автобіографічної книги «В пути… по пути» (Вінниця, 2001).
Була членкинею Національної спілки театральних діячів України.

## Родина
Чоловік, Пенькович Микола Миколайович — актор. Донька, Ніколаєва Ксенія Миколаївна — акторка.